# Mönchaltorf
Mönchaltorf är en ort och kommun i distriktet Uster i kantonen Zürich, Schweiz. Kommunen har 4 237 invånare (2023).